# Cylindrecamptus
Cylindrecamptus är ett släkte av skalbaggar. Cylindrecamptus ingår i familjen långhorningar.
Kladogram enligt Catalogue of Life:
| Cylindrecamptus | \| \| Cylindrecamptus albomaculatus \| \| \| \| \| \| Cylindrecamptus lineatus \| \| \| \| |
|                 | \| \| Cylindrecamptus albomaculatus \| \| \| \| \| \| Cylindrecamptus lineatus \| \| \| \| |
|                 | Cylindrecamptus albomaculatus                                                              |
|                 |                                                                                            |
|                 | Cylindrecamptus lineatus                                                                   |
|                 |                                                                                            |